# Suhor, Novo mesto
Suhor este o localitate din comuna Novo mesto, Slovenia, cu o populație de 34 de locuitori.